# بوسه زن عنکبوتی (فیلم ۱۹۸۵)
بوسه زن عنکبوتی (به پرتغالی: O Beijo da Mulher Aranha) و (به انگلیسی: Kiss of the Spider Woman) یک فیلم برزیلی/آمریکایی در سبک فیلم زندان و درام محصول سال ۱۹۸۵ میلادی با بازی ویلیام هرت و رائول جولیا به نویسندگی مانوئل پوئیگ و به کارگردانی هکتور بابنکو فیلم‌ساز برزیلی/ آرژانتینی می‌باشد.
داستان فیلم در یک زندان برزیل در دوران دیکتاتوری نظامی می‌گذرد، این فیلم بر روی گفت و گوی بین دو هم سلولی بسیار متفاوت، یک انقلابی چپ‌گرای سرسخت (جولیا) و یک زن ترنس غیرسیاسی (هرت) متمرکز است. داستان از عناصر فراداستانی و فیلم در فیلم استفاده می‌کند، زیرا دومی با بازگویی یک فیلم قدیمی که مضامین آن منعکس‌کننده مضامین شخصیت‌ها است، اولی را به ارمغان می‌آورد.
این فیلم که به‌طور مستقل توسط دیوید وایزمن تهیه شده بود و بین اکتبر ۱۹۸۳ تا مارس ۱۹۸۴ در سائوپائولو فیلمبرداری شد، اولین بار در جشنواره فیلم کن ۱۹۸۵ به نمایش درآمد، جایی که هارت جایزه بهترین بازیگر مرد را برد و بابنکو نامزد نخل طلا شد. این فیلم که در ۲۶ ژوئیه ۱۹۸۵ در ایالات متحده اکران شد، مورد تحسین گسترده منتقدان قرار گرفت.

## بازسازی
یک اقتباس فیلم موزیکال به همین نام به کارگردانی بیل کاندن با بازی جنیفر لوپز در حال تولید است و در سال ۲۰۲۵ منتشر می‌شود.

## داستان
فیلم داستان ملاقات و رابطه دو زندانی آرژانتینی در زندان مخوف ویلا دوتوی بوینس آیرس است. یکی از این زندانیان مردی همجنسگرا به نام مولینا است که به خاطر فاسد کردن معدن چیان به ۶ ماه حبس محکوم شده و دیگری (والنتین)، مبارزی مارکسیست است که به خاطر تحریک کارگران به اعتصاب، زندانی و شکنجه شده است.
آنها علی‌رغم گرایش‌ها و اعتقادات متضادشان مجبورند در یک سلول با هم بمانند و همدیگر را تحمل کنند. مولینا تمایلات زنانه‌ای دارد و در خیال، خود را به صورت زنی زیبا اما عنکبوتی تجسم می‌کند که در آرزوی به دست آوردن مردی با ویژگی‌های مردانه والنتین است. او از تخیلات و خاطرات خود از سینما و زنان اغواگری که بر روی پرده دیده برای والنتین می‌گوید و سعی دارد او را در این خاطرات سهیم سازد، در حالی که والنتین این حرف‌ها را تخیلات بیمارگونه و بورژوایی می‌داند. او تنها به مبارزه فکر می‌کند و برای او روابط جنسی انسانی در درجه دوم اهمیت قرار دارد. او مولینا را به خاطر واقع گریزی و فرار به دنیای فانتزی سرزنش می‌کند غافل از اینکه خود او نیز وقتی صحبت از انقلاب موعود می‌کند، در عالم خیال و فانتزی قرار دارد.

## اقتباس
این فیلم اقتباسیست از کتابی با همین نام که به نویسندگی مانوئل پوئیگ می‌باشد.

## جوایز
ویلیام هرت با بازی در این فیلم توانست جایزه اسکار بهترین بازیگر نقش اول مرد را و همچنین جایزه نخل طلایی و بافتا را دریافت کند.
این فیلم نامزد دیگر جوایزی از قبیل جایزه اسکار بهترین کارگردان، بهترین فیلم فیلمنامه اقتباسی شد.